# Бернард фон Ґаза
Бернард фон Ґаза (нім. Bernhard von Gaza, 6 травня 1881 — 25 вересня 1917) — німецький академічний веслувальник.
Бронзовий призер Олімпійських Ігор 1908 року в одиночці.
Бронзовий призер Чемпіонату Європи 1913 року в складі парної двійки.